# Fronda parlamentare

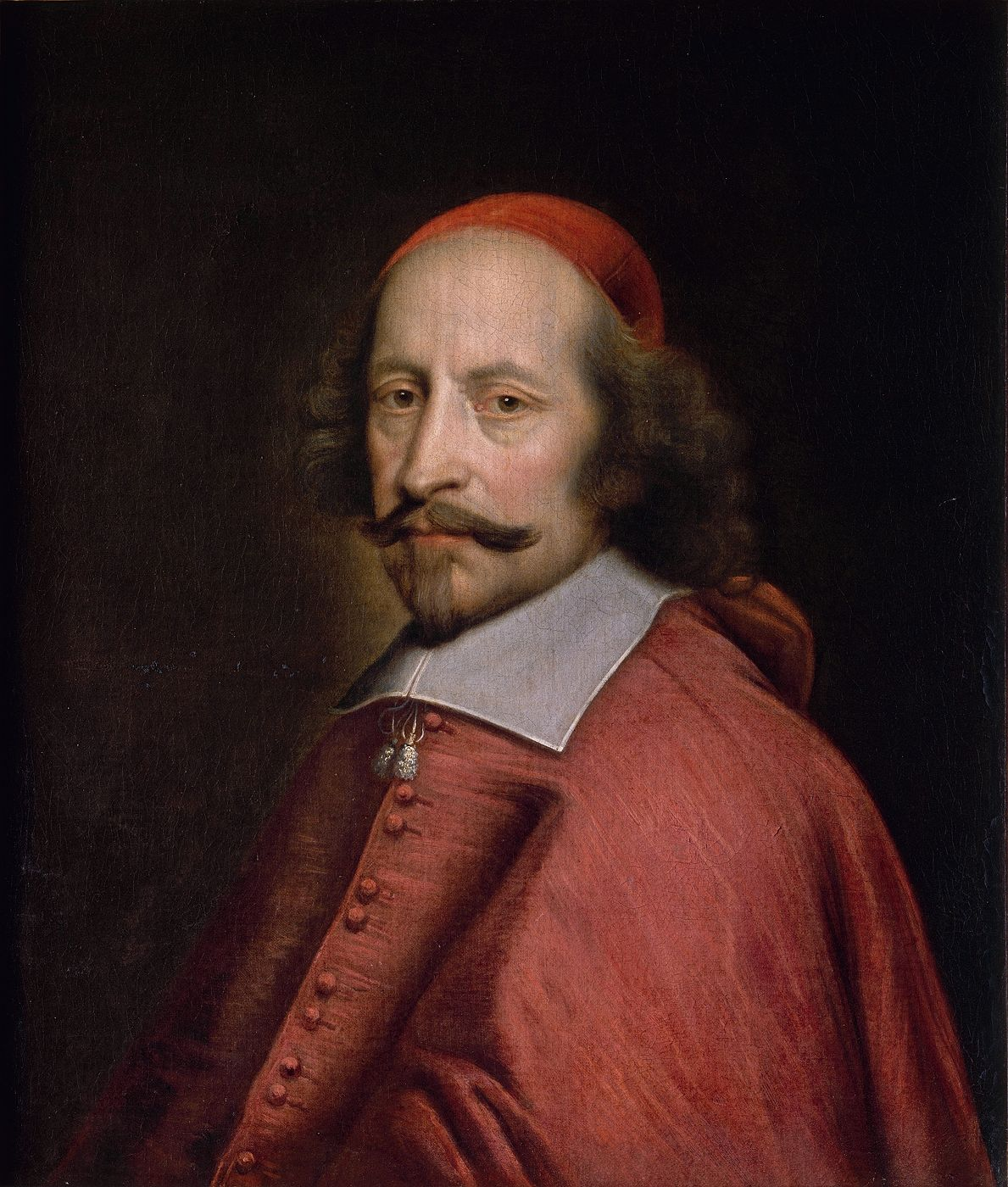
Il cardinale Giulio Mazzarino

La Fronda parlamentare fu un movimento di rivolta e opposizione del Parlamento di Parigi al cardinale Mazzarino (e di conseguenza alla regina Anna d'Austria, reggente in nome del figlio Luigi XIV), che ebbe inizio nel 1648.
Essa fu la prima fase, durata circa due anni, di un più ampio movimento di rivolta: la Fronda. Protagonisti di questa rivolta fu la nobiltà, sia quella di nuova acquisizione, la cosiddetta nobiltà di toga, sia quella storica  (o di spada), di Parigi, che non tollerava la tendenza assolutista dei re di Francia, in particolare il modo di governare instaurato dal cardinale Mazzarino durante il periodo di reggenza della madre di Luigi XIV.
Il motivo scatenante della rivolta fu essenzialmente di natura fiscale: Mazzarino, primo ministro di Francia, nella perenne ricerca di fondi per poter finanziare l'intervento militare francese nella provante e devastante guerra dei trent'anni intercorrente tra le maggiori potenze europee del tempo, promosse l'istituzione di nuove tasse che andavano a colpire gli interessi della nobiltà terriera e degli alti funzionari dello stato. Del conflitto si era fatto promotore lo stesso Parlamento di Parigi, dove numerosi erano coloro che ricoprivano quelle cariche la cui remunerazione era stata bersaglio delle nuove norme fiscali. 
La Fronda parlamentare si concluse alla fine del 1649, dopo una prova di forza (assedio di Parigi) che vide Mazzarino prevalere, con un trattato di pace stilato a Saint-Germain-en-Laye fra la reggente e i parlamentari, che faceva alcune concessioni a questi ultimi ma che si rivelò un accordo piuttosto precario, tanto che di lì a poco esplose la seconda fase: la Fronda dei principi.

## Le cause della rivolta
È possibile distinguere tre fattori che spiegano i motivi della rivolta:
- il fattore della fiscalità: la crescente pressione fiscale
- il fattore sociale: la rimessa in causa dei privilegi dei parlamentari parigini
- il fattore politico: l'intenzione del monarca di governare da solo, nel quadro di una monarchia assoluta

## I sette editti
Nel gennaio 1648 sette nuovi editti fiscali furono sottoposti alla registrazione del Parlamento di Parigi. A dispetto delle proteste dell'avvocato generale Omer Talon, il Parlamento dovette farsi da parte. Tuttavia esso era ferocemente ostile a tali misure che toccavano la maggior parte dei suoi membri i quali, fino a quel momento, non pagavano (o pagavano pochissime) imposte.

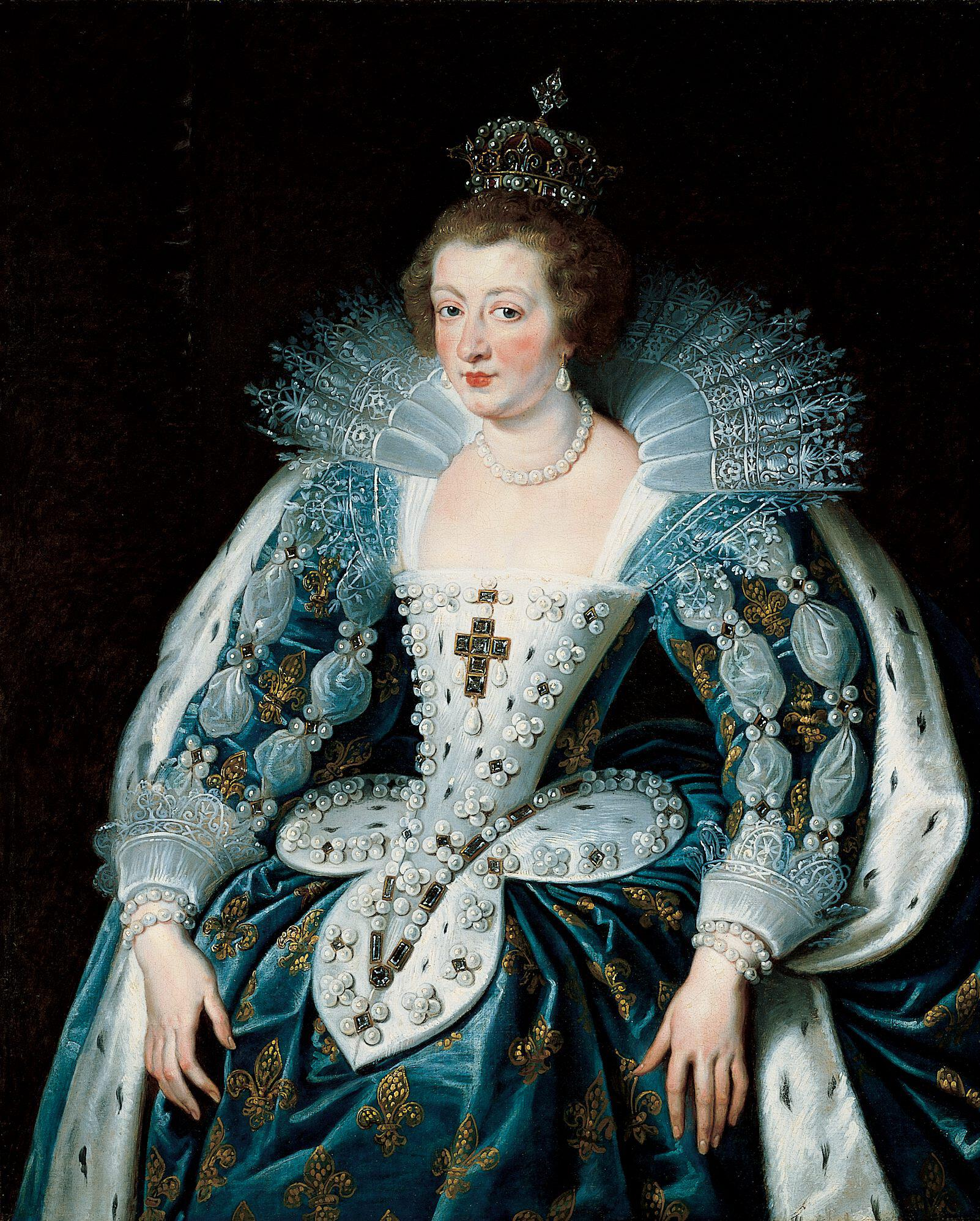
Anna d'Austria in un ritratto di Peter Paul Rubens

Per costringere il Parlamento di Parigi a registrare i sette editti fiscali Anna d'Austria tenne un lit de justice, in presenza del re Luigi XIV, il 15 gennaio 1648. I parlamentari reagirono in un primo tempo con il duro discorso di Omer Talon, poi esaminarono i decreti senza smettere le loro rimostranze.
Nell'aprile del 1648 la tensione aumentò ancora a causa del diritto annuale o paulette. Il cardinale Mazzarino sperava di dividere le corti sovrane esentando i soli membri del Parlamento dalla rinuncia a quattro anni di emolumenti per ottenere il diritto di rinnovo delle loro cariche, ma fu uno scacco per lui. La Nobiltà di toga fece blocco: la protesta generale si tradusse nella bocciatura del decreto di unione del 13 maggio, avvenuta da parte del Consiglio di Stato nel mese di giugno.

## LaChambre Saint-Louise il sorgere dell'opposizione parlamentare (gen. – dic. 1648)

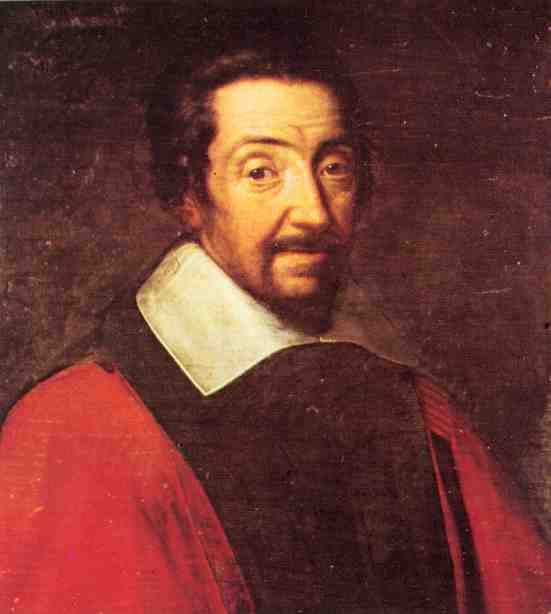
Ritratto di Pierre Broussel, consigliere al Parlamento di Parigi, Ritratto di anonimo, 1649

In questo contesto le corti sovrane avevano preso l'abitudine di riunirsi insieme nella camera di San Luigi del Palazzo di Giustizia, su sollecitazione del Parlamento.
I magistrati redassero progetti di riforma in un documento di 27 articoli. Quest'ultimo prevedeva la soppressione dei traitants, la riduzione della taille, la ripartizione e le esazioni delle imposte riservate ai soli funzionari, la revoca degli intendenti, la rinuncia a creare nuove cariche, la rinuncia alla riduzione di rendite ed emolumenti, un habeas corpus per i soli funzionari (garanzie individuali). Dalla dichiarazione reale del 31 luglio la camera di San Luigi ottenne soddisfazione su tutti i punti (salvo che sulle lettres de cachet ) e Particelli d'Émery fu respinto.

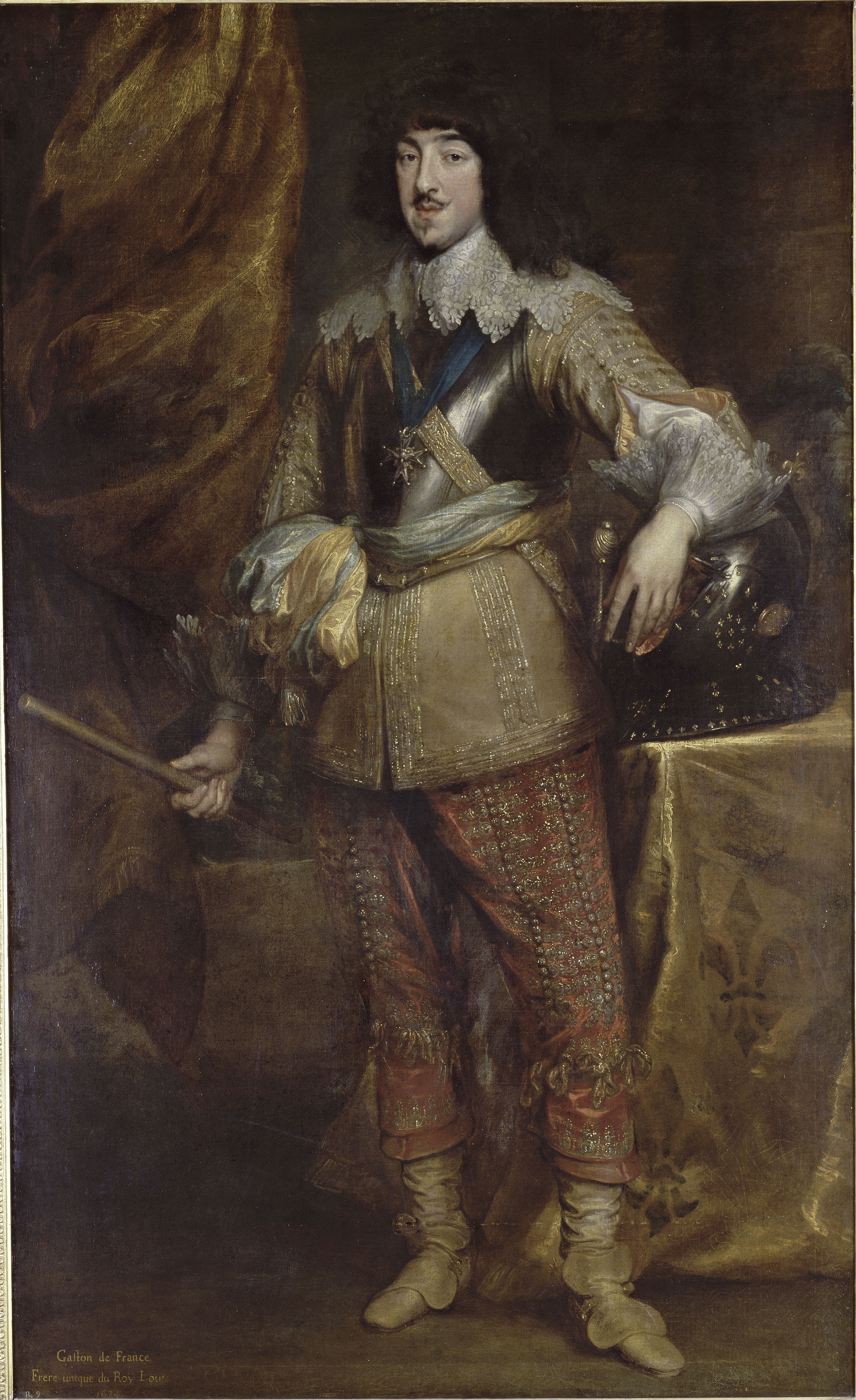
Ritratto di Gastone di Francia, duca d'Orléans e zio di Luigi XIV, 1634, di Antoon Van Dyck

Nel mese di agosto però la situazione mutò. La vittoria del principe di Condé del 20 agosto a Lens spinse Mazzarino a reagire. Egli approfittò dell'esultanza parigina (a Nôtre Dame fu cantato il Te Deum in onore del Condé), per far arrestare uno dei principali capi della Fronda parlamentare, il consigliere Broussel. Costui era molto popolare a Parigi, che per protesta innalzò barricate intorno al Palais-Royal. Il cancelliere Séguier fu perseguito dalla folla che diede fuoco al palazzo di Luynes ove si era rifugiato e Mazzarino fu costretto a liberare Broussel che fece un rientro trionfale.
In settembre la corte se ne andò per qualche tempo in esilio volontario a Reuil. Il principe di Condé, vincitore di Rocroi e di Lens, si mise a disposizione della regina Anna d'Austria.
Con la sua intermediazione e quella di Gastone d'Orléans la Corte ed il Parlamento tentarono di trovare una soluzione alla crisi. Anna d'Austria e Mazzarino si rassegnarono provvisoriamente ad andare incontro alle esigenze dei parlamentari: il 24 ottobre la monarchia accettò gli articoli della Camera di San Luigi, ridotti ad una quindicina, con una dichiarazione reale che confermava la decisione di luglio. Lo stesso giorno venne firmata con l'imperatore Ferdinando III (1608-1657) la pace di Vestfalia, mediante la quale la Francia usciva dalla guerra dei trent'anni pur rimanendo però in stato di belligeranza contro la Spagna (guerra franco-spagnola). L'evento passò del tutto inosservato.
Tuttavia in autunno il Parlamento continuava a lamentare violazioni alla dichiarazione di ottobre e Mazzarino progettava di costringere Parigi con la fame.

## La guerra e il blocco di Parigi (gennaio-marzo 1649)

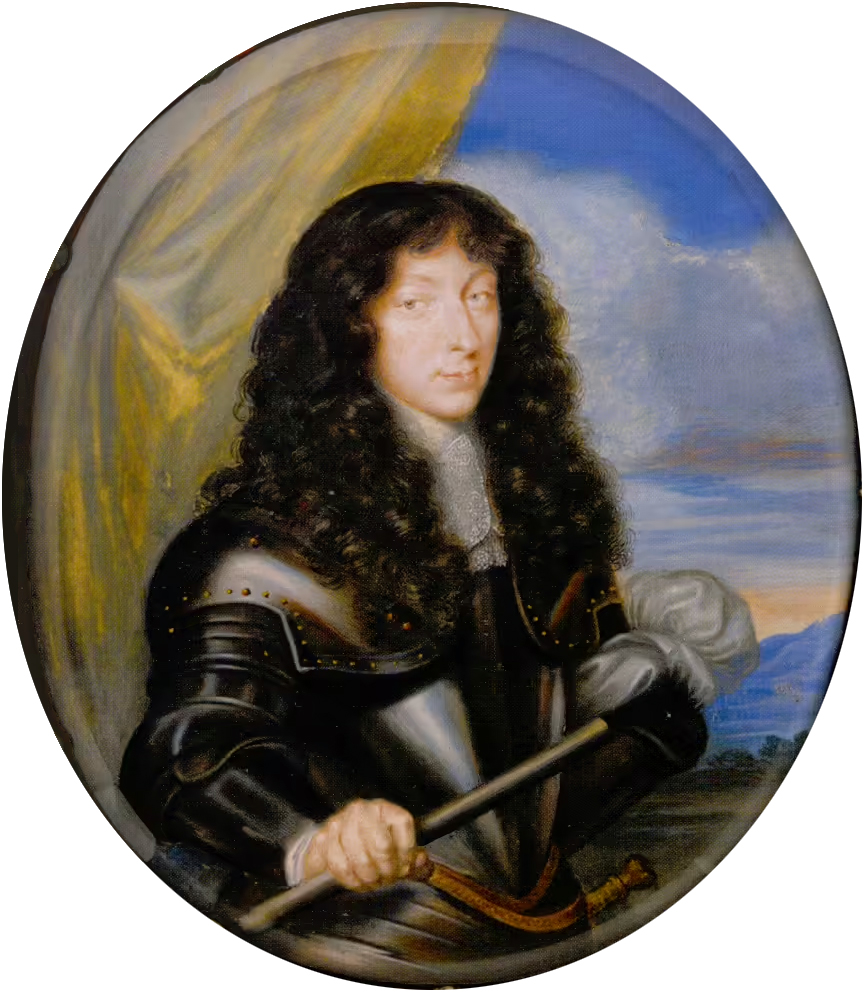
Armando di Borbone, principe di Conti, medaglione, v. 1650, opera di anonimo.

Mentre la Corte lasciava improvvisamente Parigi nella notte fra il 5 ed il 6 gennaio 1649 per trasferirsi al castello di Saint-Germain-en-Laye, le forze si organizzavano. Mazzarino inviò l’armata del principe di Condé, che ricevette l’ordine di assediare Parigi. Egli disponeva da 8.000 a 10.000 uomini, tra i quali 4.000 mercenari tedeschi, per l'operazione militare. Il Parlamento di Parigi emise un decreto l'8 gennaio con il quale metteva Mazzarino al bando.
Da parte parigina si organizzò la resistenza. Il Parlamento affidò ad Armando di Borbone principe di Conti, fratello di Condé, il comando delle truppe che dovevano difendere la città e Conti viene nominato «Generalissimo della Fronda». Gli altri comandanti erano Federico Maurizio de La Tour d'Auvergne-Bouillon, Cesare di Vendôme, duca di Beaufort e Carlo II di Guisa-Lorena, duca d'Elbeuf, il maresciallo di Francia Philippe de La Mothe, conte di Houdancourt e duca di Cardone e François de La Rochefoucauld, principe di Marcillac. Anna Geneviève di Borbone-Condé, duchessa di Longueville (sorella del Condé) e soprattutto il vescovo ausiliare di Parigi e futuro cardinale di Retz, Giovan Francesco Paolo di Gondi, giocarono un ruolo prevalente nella rivolta.

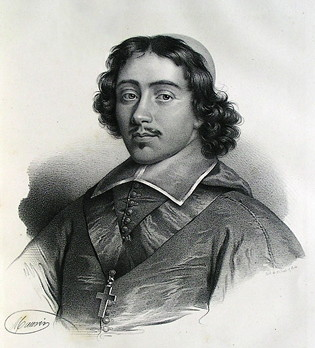
G.F.P. de Gondi, coadiutore di Parigi, poi cardinale di Retz (1651), Ritratto di anonimo

L'assedio della città si rivelò efficace, ed i granai intorno a Parigi non la alimentarono più. Lo scontro di Charenton tra le truppe realiste e reparti di frondisti l'8 febbraio 1649 rese definitivamente impossibili i rifornimenti ed i soldati del re saccheggiarono il sud della città. I frondisti ricevettero l'aiuto del visconte di Turenne, che tentò di attirare al suo servizio otto reggimenti dell'armata di Germania comandati dal generale d'Erlach. Mazzarino reagi grazie al banchiere Barthélemy Hervart e riuscì a mantenere queste truppe al servizio del re pagando un milione e mezzo di lire tornesi. Rimasto senza truppe, il Turenne scelse l'esilio ed in data 7 marzo fu dichiarato colpevole del crimine di lesa maestà.
In questa situazione i parlamentari più moderati quali il primo presidente del Parlamento Mathieu Molé ed il presidente Henri de Mesmes supplicarono Anna d'Austria di negoziare. Un compromesso venne raggiunto l'11 marzo a Reuil, seguito dalla pace di Saint-Germain (1º aprile 1649). Tutti i fautori dei disordini furono perdonati, incluso il Turenne e il 18 agosto il re fece il suo rientro a Parigi.

## La pace di Saint-Germain: un accordo difficile e fragile
La pace di Saint-Germain segnò una pausa negli avvenimenti tumultuosi della Fronda, ma il ritorno alla calma era ancora difficile. Da un lato, a causa del fatto che i ribelli contro Mazzarino continuavano a circolare liberamente per Parigi e, d'altro canto, anche alcune province si mossero.
Le città di Bordeaux e d'Aix si sollevarono ciascuna contro il rispettivo governo ed il ritorno alla calma avvenne solo in agosto per la Provenza ed a gennaio 1650 per il bordolese.
Quanto a Parigi, tutti i giochi avvennero dietro le quinte. In effetti il principe di Condé intendeva ottenere qualche beneficio per il sostegno fornito a Mazzarino con il blocco di Parigi. Le richieste di Condé (far parte del governo) portarono Mazzarino a riavvicinarsi ai primi frondisti: egli promise a Gondi la porpora cardinalizia, mentre Francesco di Vendôme fu neutralizzato grazie a madame de Montbazon ma anche dando in sposa al fratello, il duca di Mercoeur, la propria nipote Laura Mancini (1636 – 1657), figlia di sua sorella Geronima.
Questo gioco di clientele rovesciò le alleanze: nel gennaio 1650 alcuni fra i capi della Fronda si riallinearono al potere regale contro il principe di Condé e la sua famiglia.

## La Fronda nobiliare
Due anni dopo, però, si manifestò un nuovo movimento di rivolta, la cosiddetta Fronda nobiliare (o Fronda dei prìncipi), originata dall'attrito tra il Cardinale Mazzarino e Luigi II di Borbone, principe di Condé, che pretendeva di strappargli il potere. Benché Condé fosse membro del consiglio di reggenza, il cardinale riuscì a farlo arrestare; ma una rivolta nobiliare costrinse Mazzarino e la corte ad abbandonare di nuovo Parigi. Condé, però, commise l'errore di allearsi con la Spagna, in quel momento ancora in guerra con la Francia, suscitando quindi il risentimento popolare. Condé, sentendosi perduto, preferì rifugiarsi in Spagna. Nel 1652 il cardinale poté così rientrare in Parigi con la famiglia reale.
Nel 1658 Mazzarino si alleò con Oliver Cromwell, promettendo all'Inghilterra, in caso di vittoria, Dunkerque e la Giamaica. L'esercito francese, al comando del maresciallo di Francia Henri de La Tour d'Auvergne, visconte di Turenne, riuscì a sconfiggere nella battaglia delle Dune, presso Dunkerque (14 giugno 1658) gli spagnoli guidati da Condé. La pace con la Spagna fu stipulata nel 1659 (Pace dei Pirenei) con un trattato vantaggioso per la Francia.

## Altri utilizzi del termine
Il termine "fronda" è divenuto un'antonomasia.
Ad esempio, alcuni scrittori di storia del fascismo italiano, come Indro Montanelli, hanno spesso usato il termine "fronda" per definire l'atteggiamento di limitata opposizione al regime o, quantomeno, di mantenimento di un certo spirito critico, tenuto da diversi pubblicisti dell'epoca come, in particolare, Giuseppe Bottai e gli altri raccolti attorno alla sua rivista Critica fascista, oppure Curzio Malaparte con Prospettive.

## I protagonisti della Fronda Parlamentare

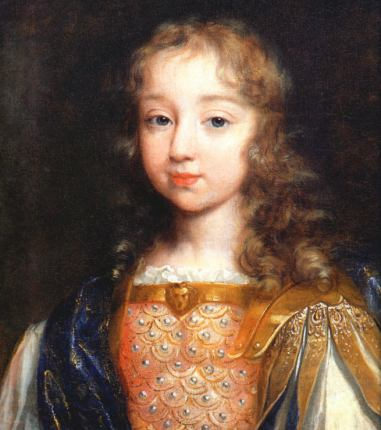
Luigi XIV bambino (in costume romano)
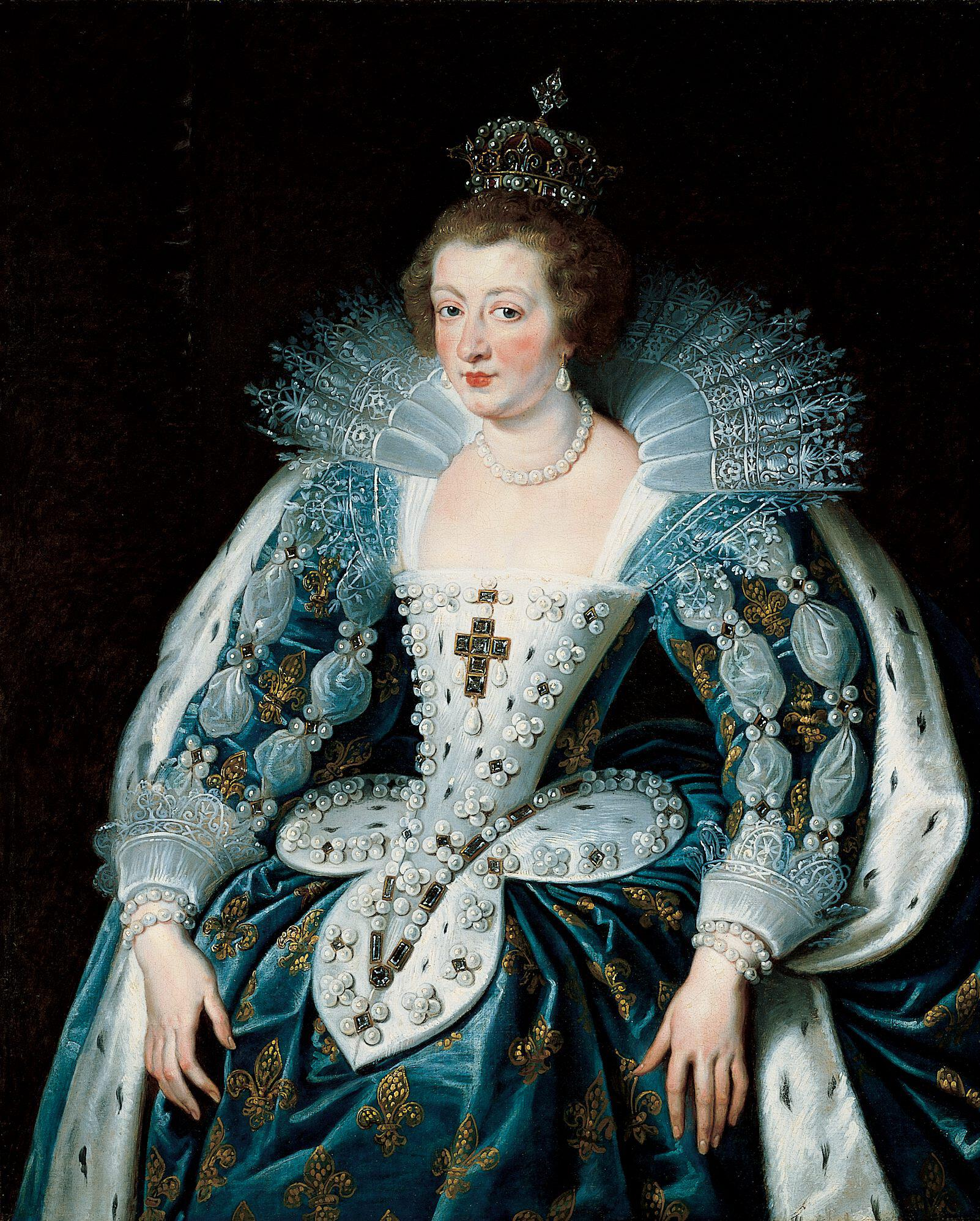
Anna d'Austria
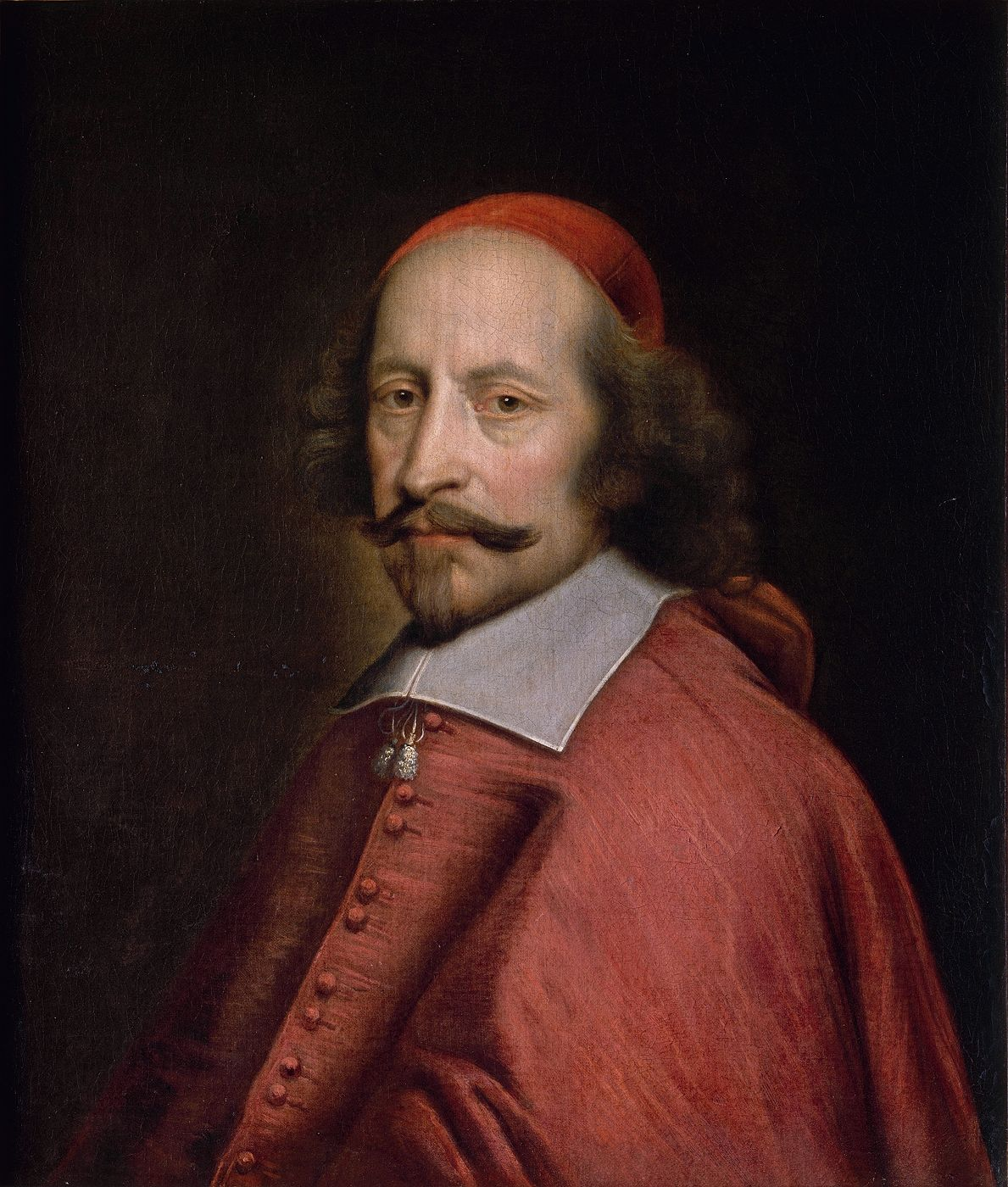
Il cardinale Mazarino
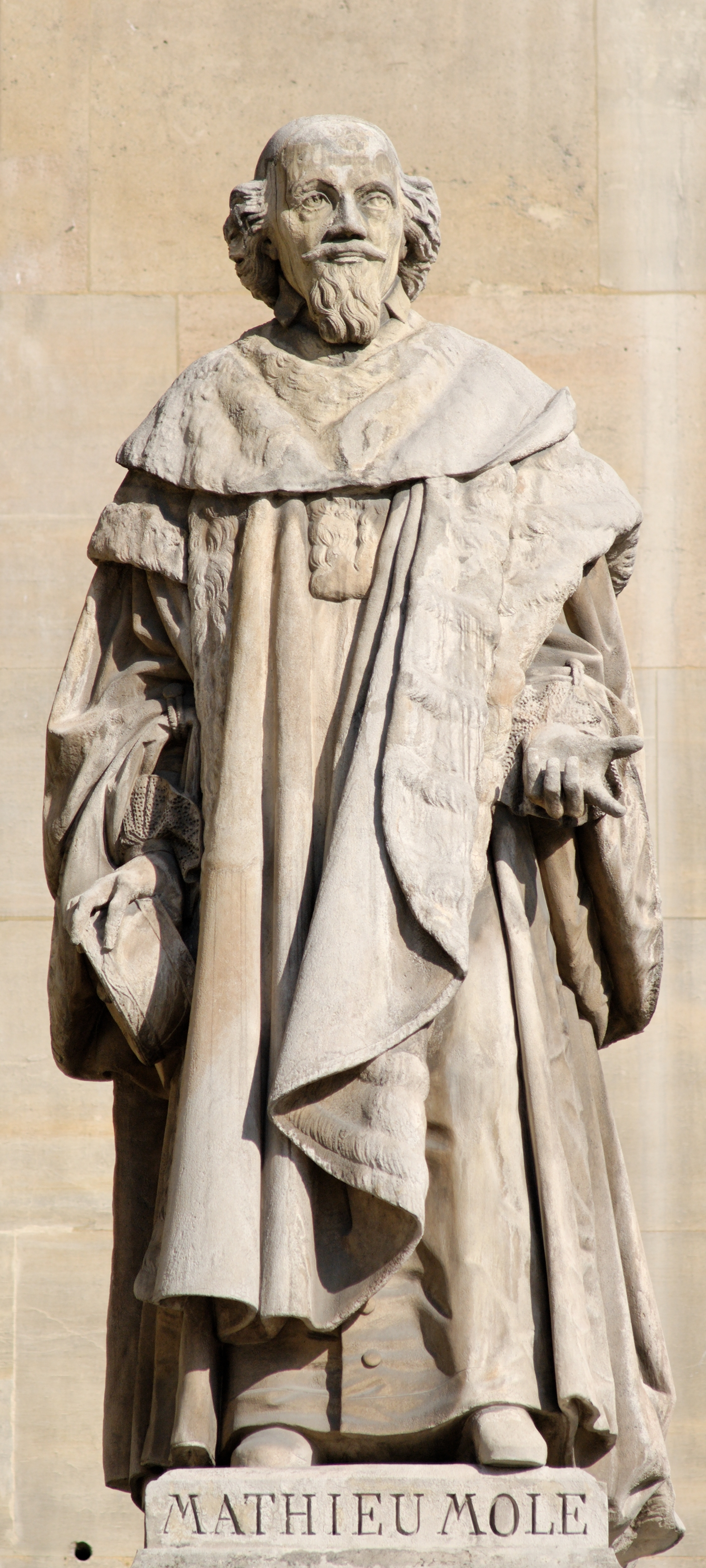
Mathieu Molé, primo presidente del Parlamento di Parigi
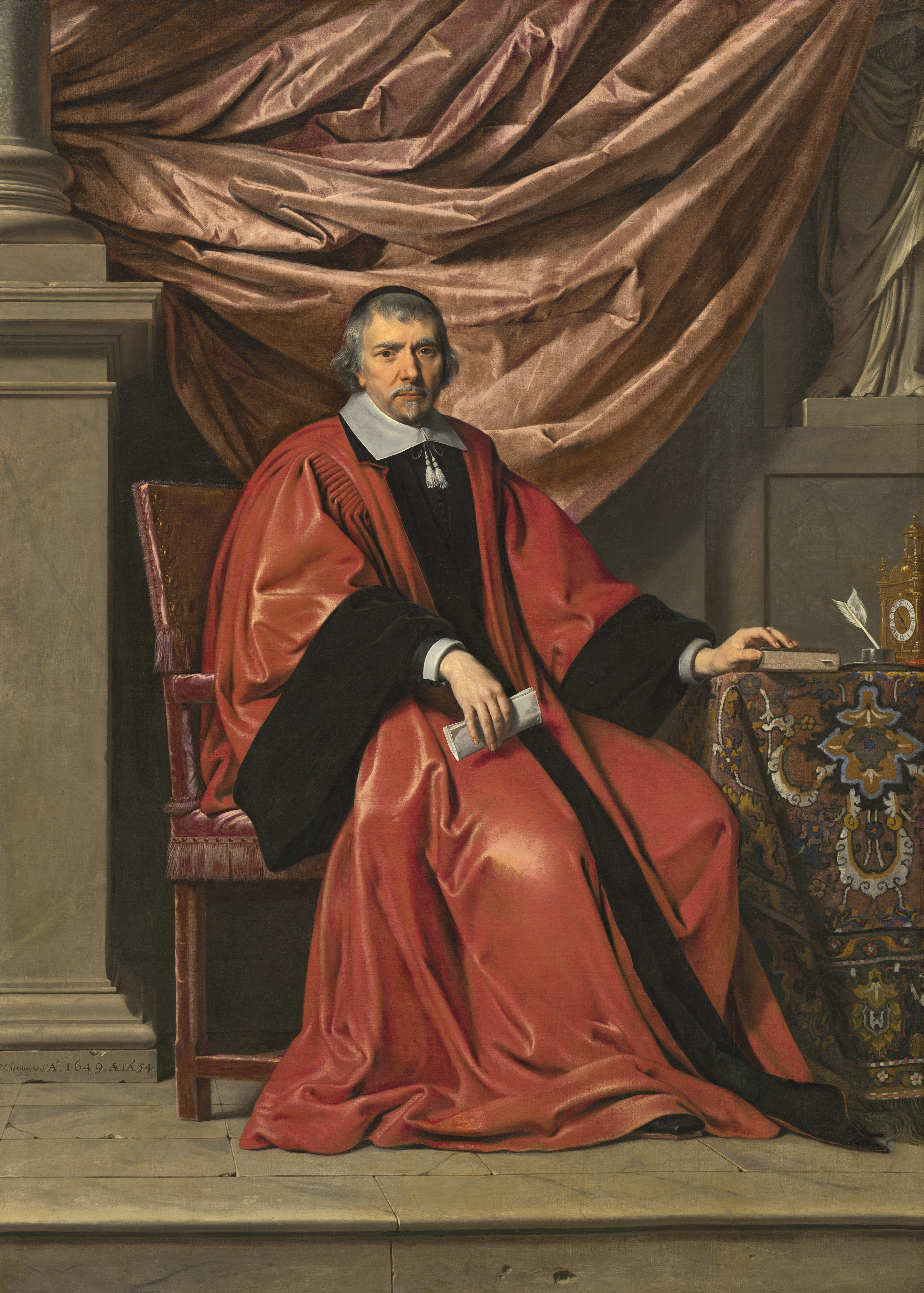
Omer Talon
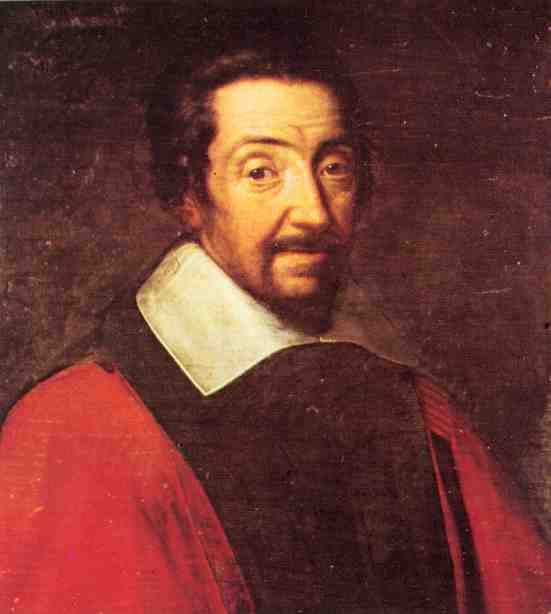
Pierre Broussel, consigliere al Parlamento di Parigi
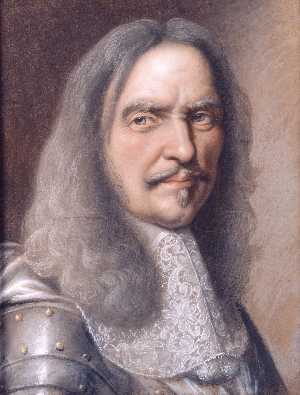
Il Grand Turenne
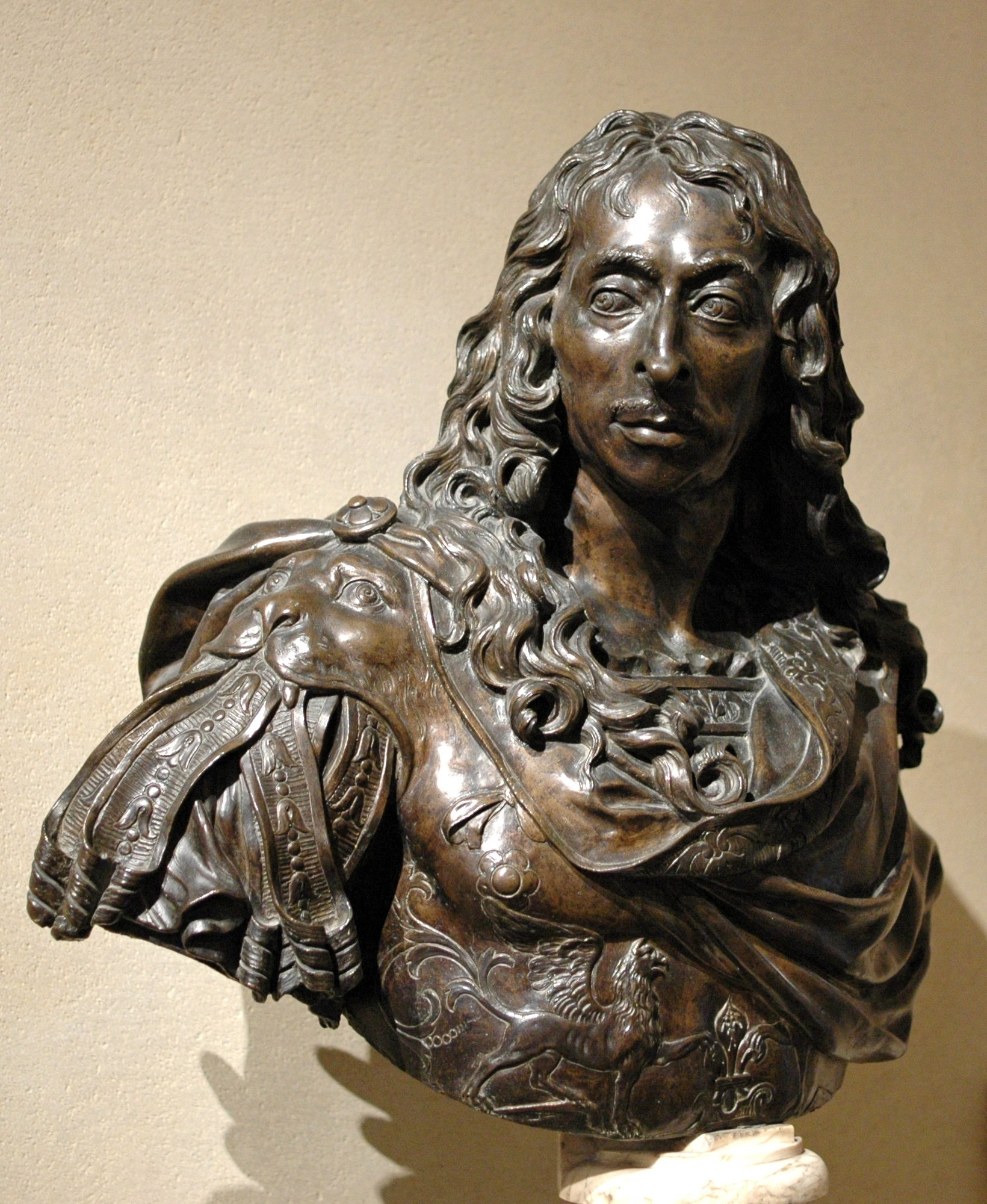
Il Grand Condé
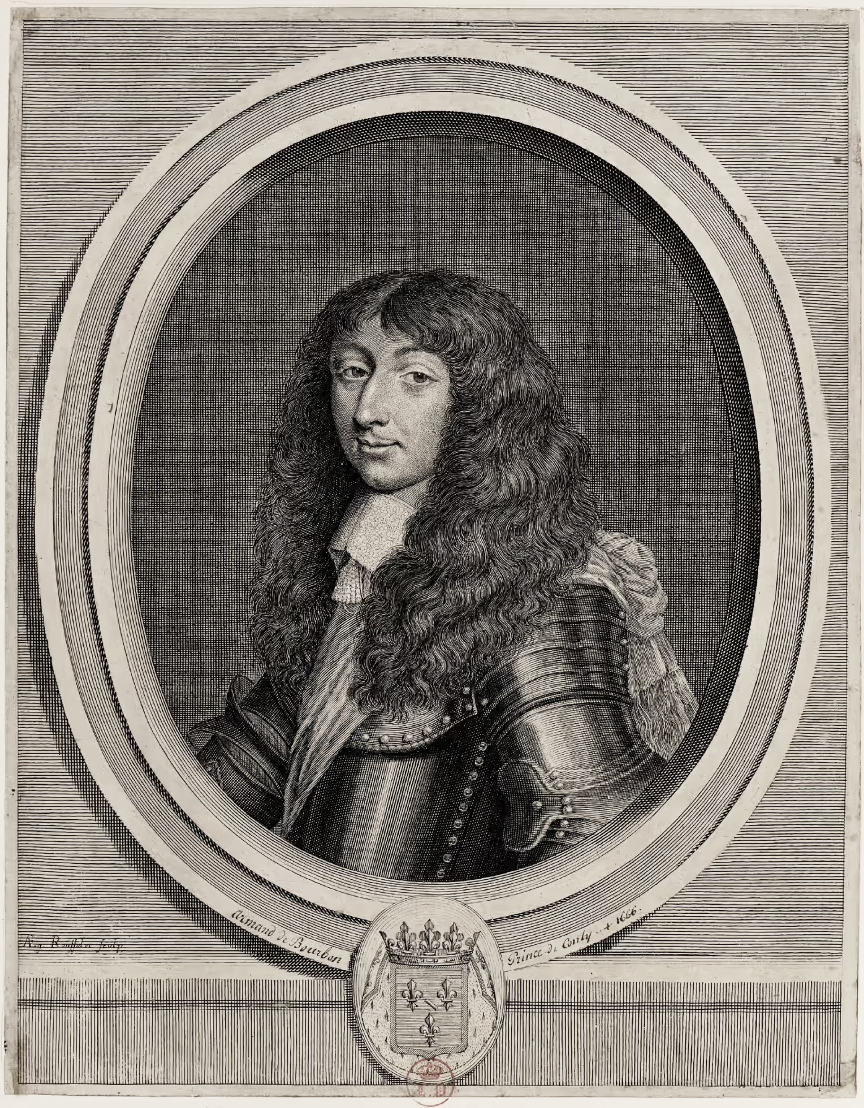
Armando di Borbone-Conti
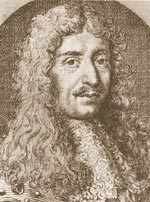
Luigi II, duca di Vendôme
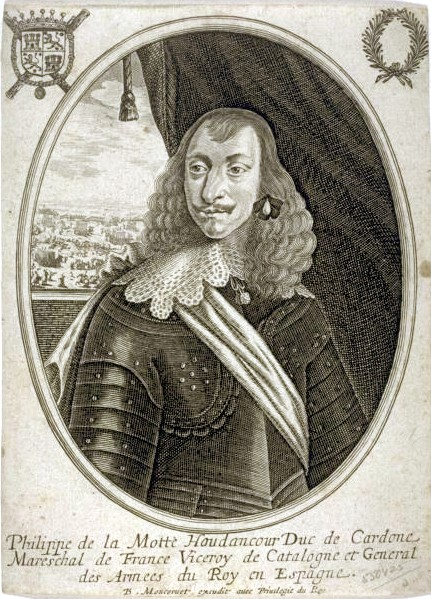
Philippe de La Mothe, conte di Houdancourt
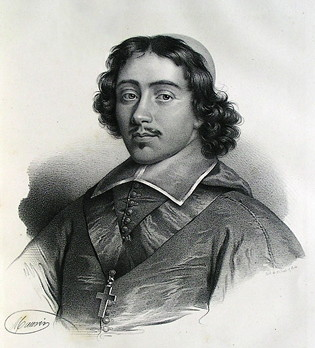
Jean-François Paul de Gondi, vescovo coadiutore di Parigi, poi cardinale di Retz
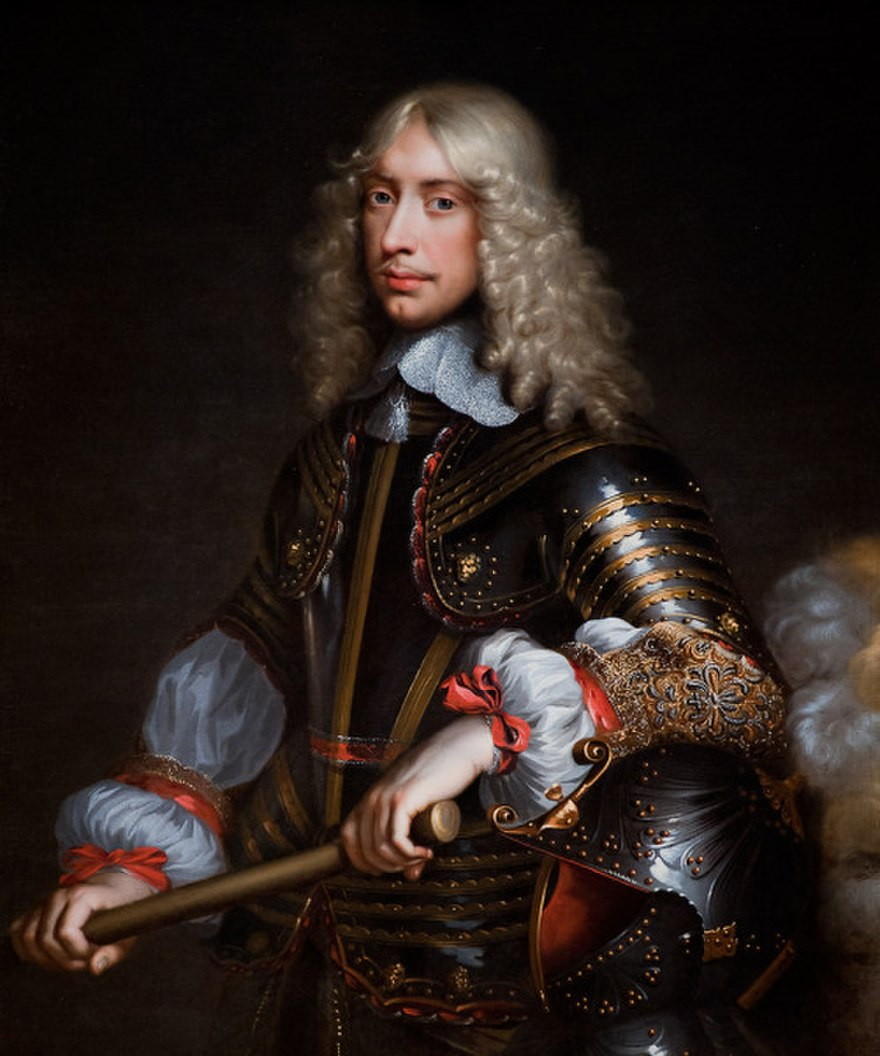
Francesco di Vendôme, duca di Beaufort
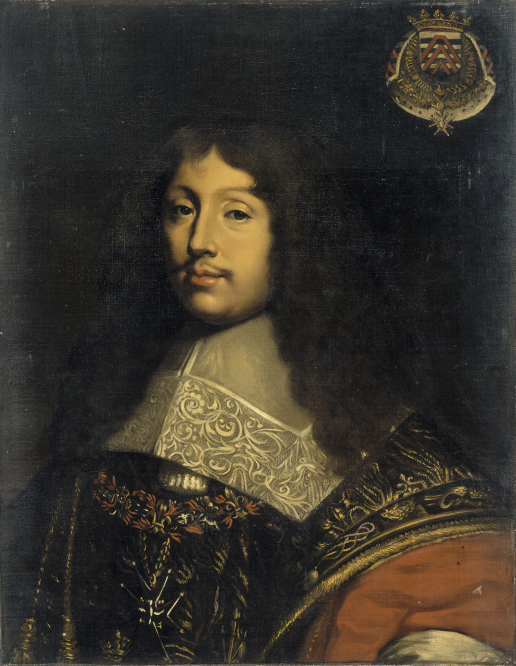
François de La Rochefoucauld, principe di Marcillac
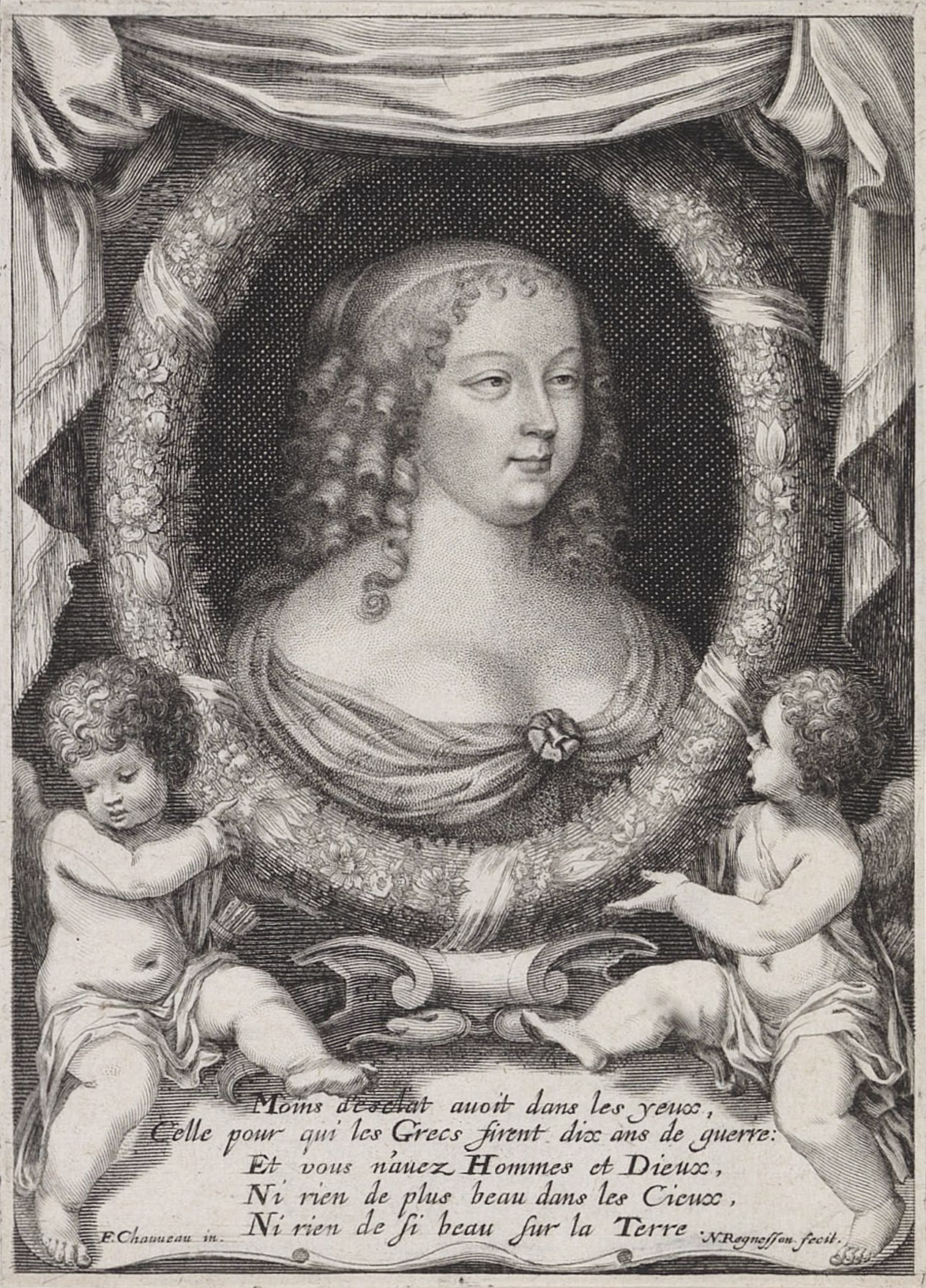
Anne Geneviève di Bourbon-Condé, duchessa di Longueville
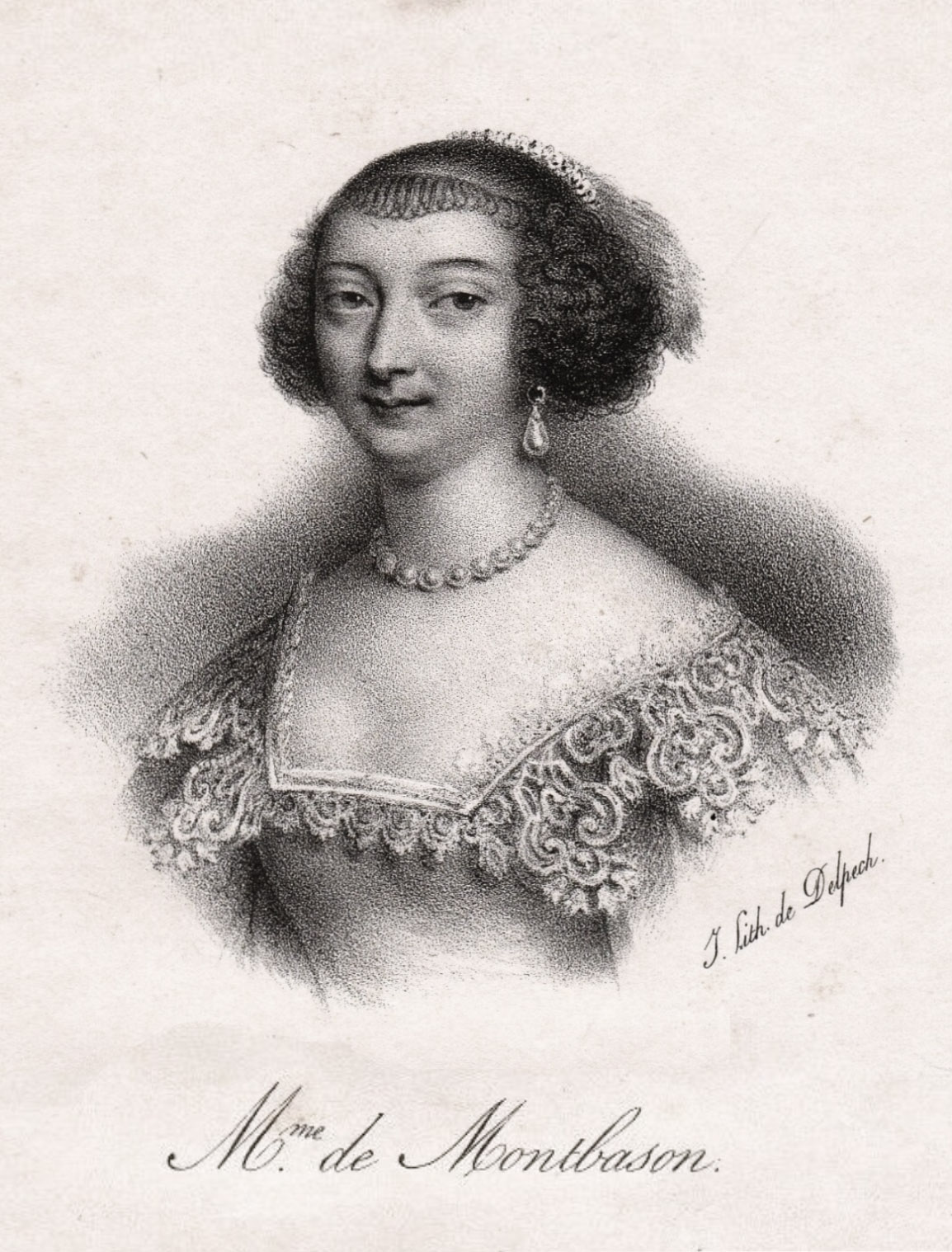
Marie d'Avaugour, duchessa di Montbazon